# Euxoamorpha ceciliae
Euxoamorpha ceciliae là một loài bướm đêm thuộc họ Noctuidae. Loài này có ở vùng Maule của Chile.
Sải cánh dài 33–35 mm. Con trưởng thành bay từ tháng 12 đến tháng 2.